# Franciszek Wołodźko
Franciszek Wołodźko (ur. 4 października 1946 w Witrogoszczy) – polski polityk, inżynier i samorządowiec, w latach 2002–2006 marszałek województwa świętokrzyskiego

## Życiorys
Ukończył studia na Wydziale Elektrycznym Politechniki Wrocławskiej. Od 1972 do 1998 był zatrudniony w elektrowniach Turów, Żarnowiec i Połaniec. Od 1990 zajmował stanowisko dyrektora ostatniej z nich.
Członek Sojuszu Lewicy Demokratycznej. W 1998 i 2002 uzyskiwał mandat radnego sejmiku świętokrzyskiego. W I kadencji pełnił funkcję członka zarządu województwa i następnie wicemarszałka. W latach 2002–2006 sprawował urząd marszałka województwa świętokrzyskiego. W 2005 bez powodzenia kandydował do Sejmu. W 2006 po raz trzeci został radnym, złożył jednak mandat po kilku tygodniach.

## Odznaczenia
Odznaczony Krzyżem Kawalerskim Orderu Odrodzenia Polski (2005). W 2018 otrzymał Odznakę Honorową Województwa Świętokrzyskiego.